# Debrecens internationella flygplats
Debrecens internationella flygplats (ungerska: Debreceni Nemzetközi Repülőtér) (IATA: DEB, ICAO: LHDC) är den andra internationella flygplatsen i Ungern, belägen nära staden Debrecen. Den är den näst största flygplatsen i Ungern, efter Budapest och framför Hévíz–Balaton. Debrecen är den näst största staden i Ungern, efter Budapest och före Szeged. DEB ligger 5 km sydväst om stadens centrum och även lättillgängligt för närliggande regioner i Rumänien och Ukraina.

## Historik

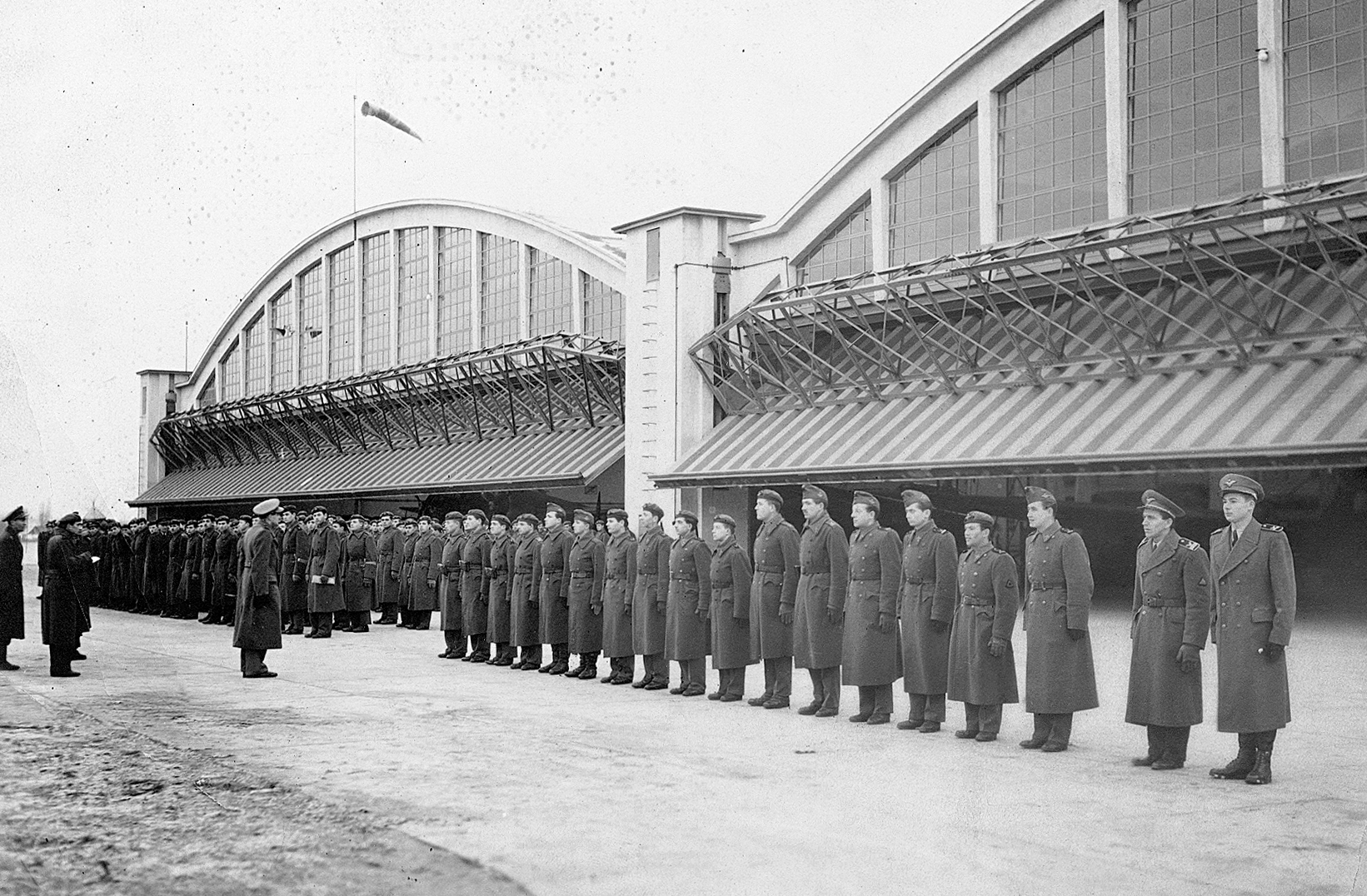
Personal inom Royal Hungarian Air Force på Debrecen Airport, 1940

Historien om Debrecens flygplats går tillbaka till början av 1900-talet. Det första officiella reguljära flyget med post lyfte 1930. Därefter betjänade flygplatsen sport och militära ändamål. Från 1930 hade den betydande inrikestrafik med flyglinjer från Debrecen till Budapest och till andra större städer i Ungern. Under andra världskriget var den basen för en ungersk bombgrupp.
Mellan 1946 och 1968 fungerade Debrecen flygplats också som ett reservflygfält för Budapests flygplats. Efter andra världskriget hade det sovjetiska flygvapnet kontroll över flygplatsen fram till 1990. Den politiska övergången medförde att flygplatsen återupplivades och internationell civil trafik inleddes tillsammans med sportflyg.
I maj 1991 utrymde sovjetiska trupper flygplatsen och överlämnade den till den ungerska regeringen. År 1994 insåg kommunstyrelsen i Debrecen behovet av att utveckla flygplatsen och inkluderade den i sin utvecklingsplan. Staden köpte flygplatsen och har kontinuerligt utvecklat den.
År 2004 hade staden Debrecen investerat 3,5 miljarder forint för att köpa, driva och kontinuerligt utveckla Debrecens flygplats.
Den 18 juni 2012 lanserade Wizz Air sin reguljärtrafik mellan Debrecen och London-Luton, initialt med tre flygningar per vecka. Under 2012–2013 gjorde Tatarstan Airlines ett flyg varannan vecka till Moskva-Domodedovo. Efter katastrofen med Tatarstan Airlines Flight 363 som tvingade Tatarstan Airlines i konkurs, togs rutten över av UTair Aviation. Under 2014 implementerades, på grund av försämrade relationer mellan Ryssland och Europeiska unionen, ett antal straffsanktioner vice versa som tvingade UTair att ställa in flygningen.
År 2015 etablerade Wizz Air en kadettpilotskola på flygplatsen under företaget Pharma-Flight Kft som även forskar om och producerar läkemedel för flygpersonal. Wizz Air meddelade 2015 att de skulle basera en Airbus A320 i Debrecen.
Bygget av ett nytt "innovations- och inkubationscenter" på flygplatsen som skulle vara värd för den nya terminalen på bottenvåningen började i juni 2015 med planerad öppning 2017.

## Flygbolag och destinationer
Följande flygbolag har reguljära flygverksamhet året runt eller säsongsbetonat på flygplatsen:
| Flygbolag  | Destinationer |
| ---------- | --- |
| Lufthansa  | Munich |
| Smartwings | Säsong charter: Chania |
| Wizz Air   | Eindhoven, Larnaca, London–Luton, Rome–Fiumicino (begins 13 December 2023), Tel Aviv Säsong: Antalya, Burgas, Corfu, Hurghada |